# Dritmir Beci
Dritmir Beci (sinh 9 tháng 6 năm 1996) là một cầu thủ bóng đá Albania thi đấu cho Tërbuni Pukë ở Kategoria Superiore. Anh được đưa lên đội một của Vllaznia Shkodër trước chiến dịch 2015–16, trước khi gia nhập Tërbuni Pukë theo dạng cho mượn vào tháng 1 năm 2016.